# هریوری زورکیس
هریوری زورکیس (اوکراینی: Григорій Суркіс؛ ۴ سپتامبر ۱۹۴۹ – ) سیاست‌مدار اهل اوکراین بود در باشگاه فوتبال دینامو کیف نیز فعالیت داشت.